# Clairac
Clairac település Franciaországban, Lot-et-Garonne megyében. Lakosainak száma 2576 fő (2022. január 1.). Clairac Bourran, Grateloup-Saint-Gayrand, Lafitte-sur-Lot, Laparade, Nicole és Tonneins községekkel határos.

## Népesség
A település népességének változása:
| Lakosok száma | 2552 | 2393 | 2338 | 2506 | 2549 | 2612 | 2622 | 2594 | 2578 | 2576 |
|               | 1968 | 1982 | 1990 | 2006 | 2013 | 2015 | 2017 | 2019 | 2020 | 2022 |